# Флаг муниципального округа Замоскворечье
Флаг муниципального округа Замоскворе́чье в Центральном административном округе города Москвы Российской Федерации — опознавательно-правовой знак, служащий официальным символом муниципального образования.
Первоначально данный флаг был утверждён 25 декабря 2003 года как флаг муниципального образования Замоскворечье.
Законом города Москвы от 11 апреля 2012 года № 11, муниципальное образование Замоскворечье было преобразовано в муниципальный округ Замоскворечье.
Решением Совета депутатов муниципального округа Замоскворечье от 4 сентября 2018 года данный флаг был утверждён флагом муниципального округа Замоскворечье.
16 ноября 2018 года Геральдическим советом при Президенте России флаг муниципального округа Замоскворечье был внесён в Государственный геральдический регистр Российской Федерации с присвоением регистрационного номера 12092.

## Описание
«Флаг муниципального образования Замоскворечье представляет собой двустороннее, прямоугольное полотнище с соотношением сторон 2:3.
Полотнище флага состоит из верхней жёлтой и нижней зелёной частей, разделённых четырьмя горизонтальными, волнистыми полосами.
Ширина верхней голубой полосы составляет 1/10 ширины полотнища, ширина каждой следующей жёлтой, голубой и жёлтой полосы составляет 1/32 ширины полотнища.
Габаритная высота изображения всех четырёх полос составляет 37/160 ширины полотнища, при этом осевая линия изображения находится на расстоянии 5/16 ширины полотнища от его верхнего края.
В нижней зелёной части помещено изображение перекрещённых золотых бердыша, обращённого в верхний угол, прилегающий к древку, и жезла Меркурия. Габаритные размеры изображения составляют 7/12 длины и 5/8 ширины полотнища. Изображение равноудалено от боковых краёв полотнища и на 1/8 ширины полотнища смещено к его нижнему краю».

## Обоснование символики
Голубые волнистые полосы символизируют две водные артерии, протекающие по территории местности, Москву-реку и Водоотводный канал.
Бердыш и жезл Меркурия символизируют славу территории муниципального образования в военное и мирное время. Бердыш являлся одним из основных видов вооружения стрелецких полков, располагавшихся в Замоскворечье с середины XVI века. Сегодня на территории Замоскворечья расположены подразделения Вооружённых Сил России. Жезл Меркурия символизирует расцвет купечества и торговли на территории муниципального образования, известной в XVIII—XIX веках как «купеческое Замоскворечье».